# Il figlio della strada
Il figlio della strada (Un fils d'Amérique) è un film del 1932 diretto da Carmine Gallone.
La pellicola ha come interpreti principali Annabella, Albert Préjean e Simone Simon.

## Trama
Un giovanotto per denaro accetta di passare per il figlio scomparso di un vecchio signore. Ma si innamora della sorella.